# Autopista Prados del Este
La Autopista Prados del Este es una de las vías de transporte más importantes en el este del Área metropolitana de Caracas, transcurriendo a través de parte del Municipio Baruta en el Estado Miranda al centro norte de Venezuela.

## Descripción

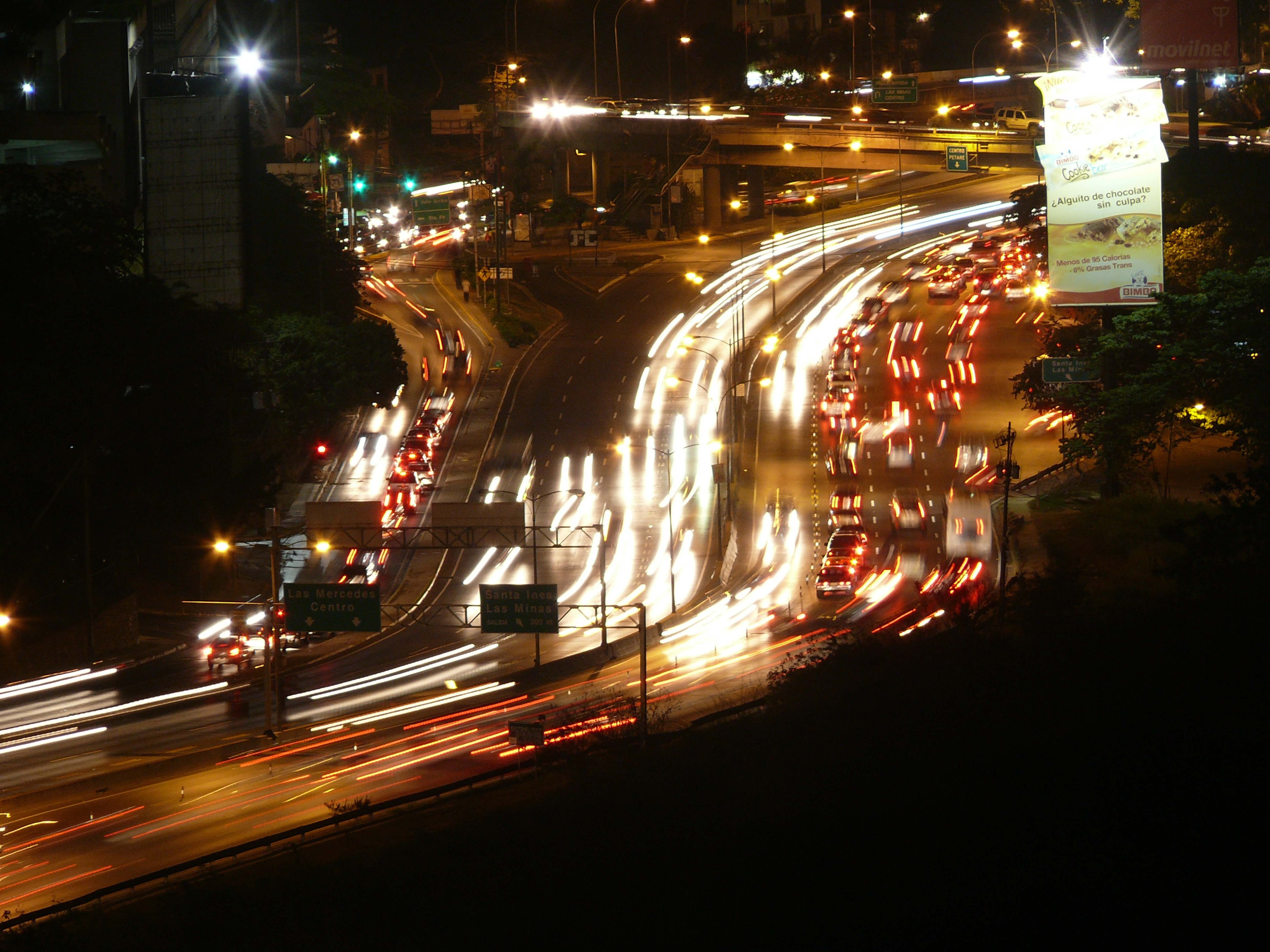
Vista nocturna de la autopista

Llamada también originalmente Autopista Caracas-Baruta, fue concluida en 1961. Recibe su nombre actual por el sector Prados del Este, uno de los que atraviesa en su recorrido por parte de la capital venezolana. Se comunica por el norte con la Avenida Río de Janeiro y la Autopista Francisco Fajardo a través del Distribuidor El Ciempiés.
Conecta importantes sectores, desde Las Mercedes hasta la Trinidad, finalizando su recorrido en la Avenida El Hatillo. En sus alrededores se encuentran la zona industrial de la Trinidad, Las Colinas de la Trinidad, Santa Gertrudis, Concresa, el Centro Italo Venezolano, la Urbanización Santa Rosa de Lima, la Urbanización Valle Arriba, Las Terrazas del Club Hípico, Los Campitos, Santa Inés, Santa Fe (norte y sur) y San Román.
Algunos hitos importantes de la autopista son el Distribuidor de Prados del Este, el Jardín Lumínico y el Túnel de la Trinidad, de 225 metros, en el sector Colinas de Trinidad. El acelerado crecimiento de la población y el congestionamiento vial se han convertido en problemáticas centrales en torno a la vía, llegándose a planificar la construcción de un segundo piso para la autopista.